# Пиетро Рава
Пиетро Рава (на италиански: Pietro Rava) е бивш италиански футболист, защитник и треньор.

## Кариера
Рава играе за Алесандрия, Ювентус и Новара. През сезоните 1937/38 и 1941/42 печели 2 купи и скудето през сезон 1949/50. Той е капитан на Ювентус от 1947 до 1950 г. Общо играе в 352 мача от Серия А (включително 303 за Ювентус), отбелязвайки 15 гола.
Рава участва в 30 мача с италианския национален отбор между 1936 и 1946 г., губейки само 1 мач и става капитан на Италия през 1940 г. Той печели златен медал на летните олимпийски игри през 1936 г. и Световната купа през 1938 г. Рава е избран в „Най-добрите XI“ на Мондиал 1938 г. Заедно с Алфредо Фони, Серджо Бертони и Уго Локатели, Рава е един четиримата италианци, които някога са печелили Олимпийски турнир и Световното първенство.
Като треньор той води Сампдория, Палермо, Падова и Алесандрия.
На 5 ноември 2006 г. Пиетро Рава, последният жив член на отбора, спечелил Световната купа през 1938 г., умира в Торино след операция на дясната си бедрена кост, поради фрактура, станала преди дни. Той страда от болестта на Алцхаймер в продължение на няколко години. Ювентус обявява на следващия ден, че за мача от Серия Б срещу Наполи, играчите ще носят траурни ленти в негова памет.

## Отличия

### Отборни
Ювентус
- Серия А: 1949/50
- Копа Италия: 1938, 1942

### Международни
Италия
- Олимпийски златен медал: 1936
- Световно първенство по футбол: 1938

### Индивидуални
- Световно първенство по футбол 1938 Отбор на турнира.[6]